# Ministerios de 1984
Los Ministerios de la Verdad, de la Paz, de la Abundancia y del Amor son los 4 ministerios de la novela distópico-futurista 1984 de George Orwell, publicada el 8 de junio de 1949 y ambientada en Oceanía. A pesar de sus nombres, no se mencionan "ministros" en el libro, y toda la atención pública se centra en el testaferro idealista, Big Brother.

El Ministerio de la Paz se ocupa de la guerra, el Ministerio de la Verdad de las mentiras, el Ministerio de Amor con la tortura y el Ministerio de Abundancia con la inanición. Estas contradicciones no son accidentales, ni resultan de la hipocresía ordinaria: son ejercicios deliberados del doble pensamiento.

Esta utilización de nombres contradictorios posiblemente esté inspirada en los gobiernos de Gran Bretaña y Estados Unidos: durante la Segunda Guerra Mundial, el Ministerio de Alimentos supervisaba el racionamiento (el nombre «Ministerio de Control de Alimentos» se había utilizado durante la Primera Guerra Mundial) y el Ministerio de Información restringía y controlaba la información, más que proporcionarla; entretanto, en los Estados Unidos, el Departamento de Guerra se había abolido y sustituido en 1947 por el «Establecimiento Militar Nacional», el cual, dos años más tarde, se transformaría en el Departamento de Defensa, casi coincidiendo con la publicación de 1984.

## Neolengua
La novela utiliza un nuevo lenguaje denominado neolengua, nuevalengua o nuevahabla (Newspeak en inglés) el cual es una lengua artística, para así dominar el pensamiento.

## Ministerio de la Verdad

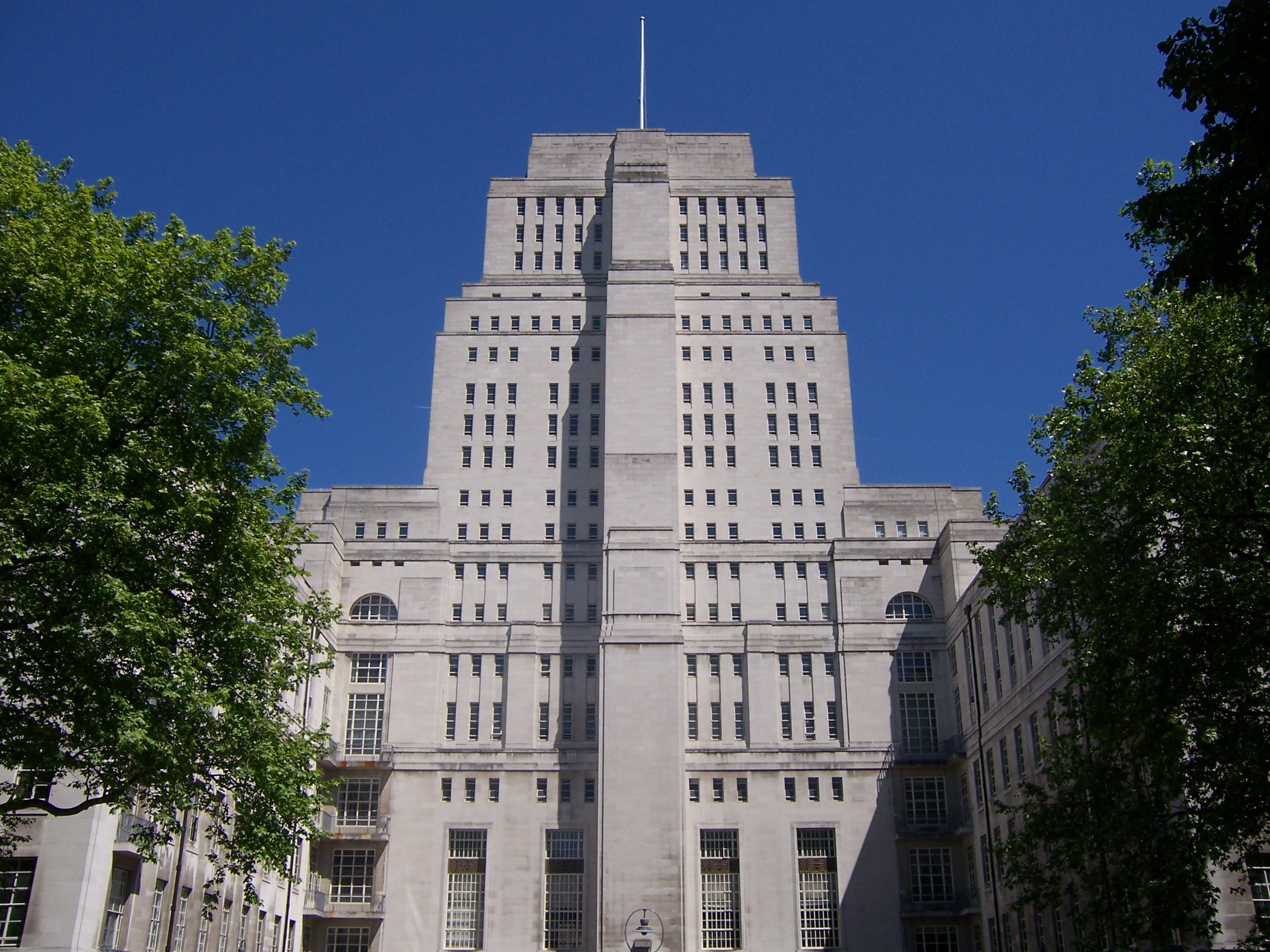
La sede del Ministerio de la Verdad está inspirada en el Senado de la Universidad de Londres.

El Ministerio de la Verdad (en neolengua: Miniver) es una institución ficticia ideada por George Orwell para su novela 1984, y es uno de los cuatro ministerios con los que el Partido, el Ingsoc, ejercía el gobierno en esa novela. Los nombres de los Ministerios en 1984 se refieren al doble sentido, del doble lenguaje y "doblepensar", de modo tal que la principal función del ministerio de la verdad es la reescritura de la historia y el falseo de la misma, realizando modificaciones o cambios integrales o generando pequeños y sutiles inoculacaiones de "su" verdad. Por esto reflejan fielmente las ideas del partido plasmadas en la neolengua.
El nombre de Ministerio de la Verdad es un término equivocado, porque en realidad sirve al contrario: es responsable de cualquier falsificación necesaria de los acontecimientos históricos. Además de ser el encargado de administrar la verdad, el ministerio extiende un nuevo lenguaje entre la población llamado neolengua, en el que, por ejemplo, la "verdad" se entiende en el sentido de las declaraciones como 2 + 2 = 5, cuando la situación lo requiere. De acuerdo con el concepto de doble pensamiento el ministerio recibe el nombre correcto, porque crea y fabrica la "verdad" tal y como la neolengua las define y entiende. El libro describe el falseamiento de los registros históricos para mostrar una versión aprobada por el gobierno de los acontecimientos.

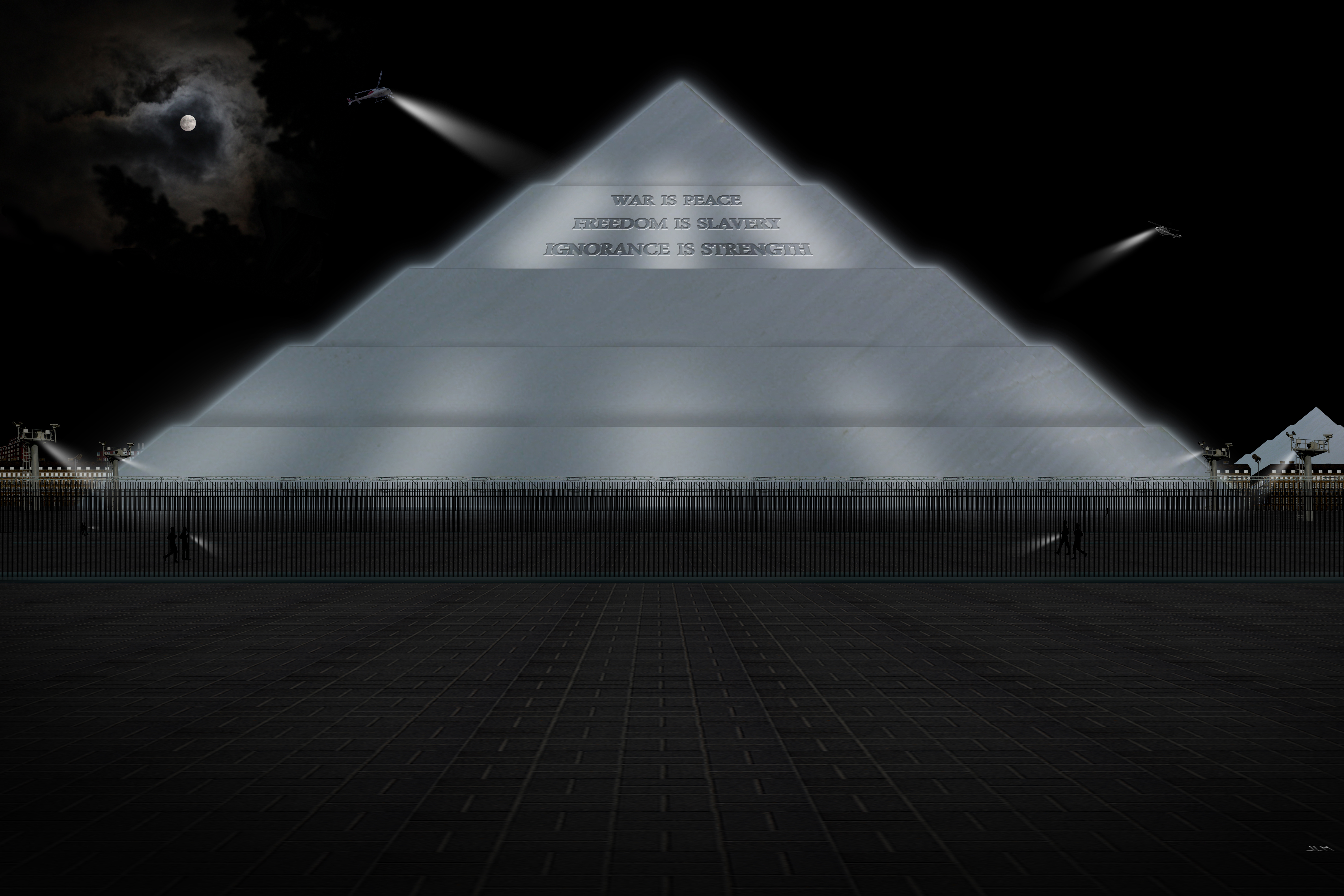
Ilustración del Ministerio de la Verdad.

### Descripción
Winston Smith, el protagonista de 1984, trabaja en el Ministerio de la Verdad. Se trata de una enorme estructura piramidal de hormigón blanco brillante con una altura de 300 metros (980 pies), que contiene más de 3,000 habitaciones por encima del suelo. En su fachada están talladas las tres consignas del Partido:

"La guerra es la paz", "La libertad es esclavitud", "La ignorancia es la fuerza."

También hay una gran parte bajo tierra, probablemente, que contiene grandes incineradores donde los documentos son destruidos después de que se arrojan a los «agujeros de memoria». Por su descripción, Orwell se inspiró en el Senado en la Universidad de Londres.

### Papel en la información
El Ministerio de la Verdad está involucrado con los medios de comunicación, el entretenimiento, las bellas artes y los libros educativos. Su propósito es volver a escribir la historia para cambiar los hechos, y así adaptarse a la doctrina del efecto propaganda del Partido. Por ejemplo, si el Gran Hermano hace una predicción que resulta ser incorrecta, los empleados del Ministerio de la Verdad deben corregir el registro para que sea precisa. Este es el "cómo" del Ministerio de la Verdad, así es como funciona. Dentro de la novela, Orwell elabora que la razón más profunda de su existencia, el "por qué", es la de mantener la ilusión de que la razón del Partido es absoluta. 
No puede nunca parecer cambiar de opinión (a pesar de que, por ejemplo, llevan a cabo constantes cambios con respecto a los enemigos durante la guerra) o cometer un error (despedir a un funcionario o hacer una predicción de suministro que no corresponde con la realidad), porque ello implicaría la debilidad y para mantener el poder, el Partido debe parecer eternamente correcto y fuerte.
Miniver juega un papel como los medios de comunicación, cambiando la historia, y el cambio de las palabras en los artículos sobre la actualidad y el pasado, por lo que el Gran Hermano y su gobierno siempre se ven en una buena luz y nunca pueden hacer ningún mal. El contenido es más propaganda que las noticias reales.

### Departamentos
Las siguientes son las secciones o departamentos del ministerio mencionado en el texto:
- Departamento de Registros (Recdep)
- Departamento de Ficción (Ficdep)
- Departamento de Propaganda (Propdep)
- Departamento de Tele-Programas (Teledep)
- Departamento de Investigación (Resdep)
- Departamento de Música (Musdep)
- Sección de Pornografía (Pornosec) - solamente para consumo de los Proles.

## Ministerio de la Paz
El Ministerio de la Paz (en neolengua: Minipax) sirve como el Ministerio de Guerra del gobierno de Oceanía de la novela 1984, está a cargo de las fuerzas armadas, sobre todo la armada y el ejército. El Ministerio de la Paz puede ser el organismo más importante de Oceanía, ya que, supuestamente, la nación está en guerra, ya sea de forma continua con Eurasia o Asia Oriental y requiere el no ganar la guerra, pero mantener en un estado de equilibrio.
Como se explica en el libro de Emmanuel Goldstein, La Teoría y Práctica del colectivismo oligárquico, el Ministerio de la Paz gira en torno al principio de la guerra perpetua. La guerra perpetua utiliza todos los recursos excedentes, manteniendo a la mayoría de los ciudadanos en una vida de penuria constante —y, por lo tanto, es lo que les impide aprender lo suficiente como para comprender la verdadera naturaleza de su sociedad—. Debido a que la guerra significa el equilibrio del país, el Ministerio de la Paz es el encargado de contra la guerra (en su mayoría en torno a África y la India), siempre asegurándose de no inclinar la balanza, en caso de que la guerra deba convertirse en uno caras. Las telepantallas de Oceanía generalmente transmiten noticias sobre cómo el país está ganando cada batalla, aunque estos informes tienen poca o ninguna credibilidad.
Al igual que con los otros cuatro ministerios, el Ministerio de la Paz es exactamente lo contrario, ya que el Ministerio de la Paz es el encargado de mantener un estado de guerra. El significado de la paz se ha equiparado con el significado de la guerra en el lema del Partido Ingsoc, "La guerra es la paz". Al igual que los nombres de otros ministerios, también tiene una aplicación literal. La guerra perpetua es lo que mantiene la "paz" (status quo) en Oceanía y el equilibrio de poder en el mundo.

## Ministerio de la Abundancia
El Ministerio de la Abundancia (Neolengua: Minindancia.) es un ministerio ficticio en la novela 1984, perteneciente a la supra nación de Oceanía (Ingsoc), este se encarga de planificar la economía según los lineamientos del partido, además supervisa el racionamiento de los alimentos, materiales de construcción y bienes de consumo. Tal como se cuenta en el libro de Goldstein (La Teoría y Práctica del Colectivismo Oligárquico), la economía de Oceanía resulta vital para perpetuar la constante producción de suministros, armas y sintéticos para la constante guerra que la nación libra. Al margen de aquello los obreros del partido y proletarios no tienen acceso a casi ningún bien de manufactura, siendo este el tema central del estado de perpetuación de la pobreza, ya que la gente pobre permanece ignorante, siendo así más fácil de gobernar que una persona rica y bien educada. Las telepantallas a menudo transmiten informes sobre cómo el Gran Hermano ha sido capaz de aumentar la producción económica, detallando estadísticas falsas y manipuladas aun cuando, en la realidad, la producción está disminuyendo; dictando así la realidad.
El Ministerio reparte estadísticas que son "sin sentido". Cuando Winston está ajustando algunas cifras del Ministerio de la Abundancia (Minindancia.) explica lo siguiente:

Pero, en realidad, pensó mientras reajustaba las cifras del Ministerio de la Abundancia, ni siquiera era falso. No era más que la sustitución de una pieza de tonterías por otra. La mayor parte del material que se trataba de tenían ninguna conexión con cualquier cosa en el mundo real, ni siquiera el tipo de conexión que está contenida en una mentira directa. Las estadísticas eran tanto una fantasía en su versión original como en su versión rectificada. Una gran cantidad de tiempo que se espera que haga para arriba de la cabeza.

Al igual que los otros ministerios, el Ministerio de la Abundancia parece estar del todo mal llamado,  ya que es, de hecho, responsable de mantener un estado de perpetuación de la pobreza y escasez. Sin embargo, el nombre también es apto, ya que, junto con el Ministerio de la Verdad (Miniver), el Ministerio de la Abundancia (Minindancia) tiene el fin de convencer a los miembros del partido de que están viviendo en un estado de perpetua prosperidad. Orwell hizo una referencia similar a la del Ministerio de la Abundancia (Minindancia) en su obra alegórica Rebelión en la granja cuando, en medio de una plaga que asola la granja, el cerdo Napoleón ordena llenar el silo de arena y después colocar una fina capa de grano en la parte superior, a fin de que esto engañe a los visitantes humanos y mostrar la prosperidad de la granja de Napoleón.
Un departamento del Ministerio de la Abundancia (Minindancia) se encarga de la organización de loterías. Estas son muy populares entre los obreros y proletarios, quienes compran billetes y tienen la eterna esperanza de ganar alguno de los grandes premios - una esperanza completamente vana, ya que los grandes premios nunca se otorgan. El Ministerio de la Verdad (Miniver) publica todas las semanas los nombres de grandes ganadores inexistentes.[cita requerida]
En la adaptación cinematográfica de Michael Radford, el nombre de este ministerio es cambiado a Ministerio de Producción, o MiniProd.[cita requerida]

## Ministerio del Amor
El Ministerio del Amor (en neolengua: Minimor) es uno de los cuatro ministerios que gobiernan en el superestado de Oceanía en la novela de George Orwell: 1984. La tarea del Ministerio del Amor es reafirmar los sentimientos de lealtad y amor de los ciudadanos de Oceanía hacia el Gran Hermano utilizando como principales instrumentos para tal fin el miedo, la tortura y el lavado de cerebro.
El edificio en el que se encuentra ubicado el Ministerio del Amor carece de ventanas y está custodiado tras un infranqueable enjambre de alambres de púas, puertas de acero y vigilantes armados. En su interior, las luces intensamente brillantes nunca se apagan por lo que se le conoce como el "lugar donde no hay oscuridad". En su interior se encuentra la Habitación 101, un espacio de tortura donde los sospechosos son sometidos a aquello que les causa más terror con el objetivo de destruir en la mente de cada persona aquello que le impide amar al Gran Hermano o también terminar con un amor más grande que el profesado a este personaje.

### Habitación 101
La Habitación 101, introducida en el clímax de la novela, es la cámara de tortura en el sótano del Ministerio del Amor, donde el Partido somete a un prisionero a su propia peor pesadilla, miedo o fobia, con el objetivo de romper su resistencia.

Usted me preguntó una vez, lo que estaba en la habitación 101. Te dije que sabía la respuesta. Todos lo saben. Lo que está en la habitación 101 es la peor cosa en el mundo.
O'Brien , Parte III, Capítulo V

Tal es la supuesta omnisciencia del estado en la sociedad de 1984 que incluso sus miembros conocen los peores miedos de los individuos y son empleados contra ellos. La pesadilla del protagonista Winston Smith es de ser atacado por ratas, y por tanto lo amenazan con tal castigo. Esto se manifiesta en la Habitación 101 confrontando a Smith con una jaula de alambre que contiene dos ratas grandes. La parte frontal de la jaula está conformada de manera que pueda caber en ella la cara de una persona. A continuación se abre una trampilla, lo que permite que las ratas devoren el rostro de la víctima. Esta jaula se coloca sobre la cara de Smith, pero se salva del castigo gracias a afirmar a las autoridades que dejaría a su amante, Julia, sufrir esta tortura en lugar de él. Así, lo que Wiston hace es romper la última promesa que se había hecho a sí mismo y a Julia: no traicionarla. El libro sugiere que Julia es sometida igualmente a su peor miedo (aunque no se revela cual es), y cuando ella y Winston se reúnen en un parque tras el fin de las torturas, se da cuenta de que ella tiene una cicatriz en la frente. La intención de amenazar a Winston con las ratas era de obligarlo a traicionar a la única persona que amaba y, por tanto, romper su espíritu por completo.
Orwell llamó la Habitación 101 inspirado en una sala de conferencias donde solía sentarse a mantener reuniones tediosas. Cuando el original de la Habitación 101 en la BBC iba a ser demolido, un molde de yeso de la misma fue hecho por la artista Rachel Whiteread y estuvo expuesto en los Patios de Moldes del Museo Victoria y Albert desde noviembre de 2003 hasta junio de 2004.